# Taça 12 de Novembro de 2017
A Taça 12 de Novembro de 2017 foi a 5ª edição oficial do torneio timorense de futebol. Foi organizada pela Federação de Futebol de Timor-Leste com a LFA e contou com 20 times participantes.
A primeira partida foi disputada em 29 de setembro, entre as equipas de Ponta Leste (campeã de 2016) e Porto Taibesse.
O campeão do torneio foi a equipa do Atlético Ultramar, que também vencera neste ano a Segunda Divisão do Campeonato Timorense.

## Formato
O torneio utiliza o sistema de eliminatórias a uma mão, iniciando-se pela primeira fase com dez jogos. É disputado por clubes da Primeira e Segunda Divisão da Liga Futebol Amadora.
Todas as partidas foram realizadas no Campo Democracia de Timor-Leste, na capital Díli. O sorteio dos jogos do torneio foi realizado em 26 de setembro de 2017. 

### Participantes
Os seguintes times classificaram-se para a competição:
| Primera Divisão os 8 times da temporada 2017                                                                   | Segunda Divisão 12 times da temporada 2017 |
| - Académica - Cacusan - Carsae - Karketu Dili F.C. (C) - Ponta Leste (C) - Porto Taibesse - SL Benfica - Zebra | - Aitana - Assalam - Atlético Ultramar (C) - Benfica Dili - Café - DIT - Kablaky - Lica-Lica Lemorai - Nagarjo - Santa Cruz - Sporting Timor - YMCA |

## Tabela

### Primeira Fase
Os jogos da primeira fase foram realizados entre os dias 29 de setembro e 10 de outubro. Em negrito estão os times classificados.
| Equipe 1                | Resultado   | Equipe 2                |
| ----------------------- | ----------- | ----------------------- |
| FC Porto Taibesse       | 3–8         | A.S. Ponta Leste (C)    |
| Assalam F.C.            | 1–3         | Sporting Clube de Timor |
| Sport Díli e Benfica    | 2–11        | Cacusan CF              |
| Atlético Ultramar       | 3–1         | Kablaki F.C.            |
| Sport Laulara e Benfica | 1–0         | Karketu Dili F.C.       |
| F.C. Aitana             | 1–3         | F.C. Nagardjo           |
| Café F.C.               | 2–2 (1–3 p) | DIT FC                  |
| Lica-Lica               | 2–3         | Santa Cruz              |
| F.C. Académica          | 1–6         | Carsae FC               |
| YMCA FC                 | 0–1         | Zebra F.C.              |

### Segunda Fase
Os jogos da segunda fase foram realizados entre os dias 11 e 15 de outubro. Em negrito estão os times classificados.
| Equipe 1                | Resultado | Equipe 2             |
| ----------------------- | --------- | -------------------- |
| Sporting Clube de Timor | 0–1       | A.S. Ponta Leste (C) |
| Atlético Ultramar       | 5–2       | Cacusan CF           |
| Sport Laulara e Benfica | 1–0       | F.C. Nagardjo        |
| DIT FC                  | 3–0       | Santa Cruz           |
| Zebra F.C.              | 2–5       | Carsae FC            |

### Terceira Fase
A terceira fase foi realizada no dia 17 de outubro. As equipas do Sport Laulara e Benfica, DIT FC e Carsae FC foram sorteadas direto para a fase seguinte. Em negrito está o time classificado.
| Equipe 1          | Resultado    | Equipe 2             |
| ----------------- | ------------ | -------------------- |
| Atlético Ultramar | 2–2 (5-2 p.) | A.S. Ponta Leste (C) |

## Fase Final
|  | Semifinal               | Semifinal         |   |  | Final                | Final |  |
|  |                         |                   |   |  |                      |       |  |
|  | Díli, 21 de outubro     |                   |   |  |                      |       |  |
|  | Carsae FC               | 3                 |   |  |                      |       |  |
|  | DIT FC                  | 1                 |   |  |                      |       |  |
|  |                         |                   |   |  |                      |       |  |
|  |                         |                   |   |  | Díli, 12 de novembro |       |  |
|  |                         |                   |   |  | Carsae FC            | 4     |  |
|  |                         | Atlético Ultramar | 7 |  |                      |       |  |
|  |                         |                   |   |  |                      |       |  |
|  |                         |                   |   |  |                      |       |  |
|  |                         |                   |   |  |                      |       |  |
|  | Díli, 22 de outubro     |                   |   |  |                      |       |  |
|  | Atlético Ultramar       | 1                 |   |  |                      |       |  |
|  | Sport Laulara e Benfica | 0                 |   |  |                      |       |  |

### Partida final
| 28 de outubro de 2017 | Carsae FC                                      | 4 - 7     | Atlético Ultramar                                                                                    | Estádio Campo Democracia, Díli |
| 15:40 UTC+9           | Edit Savio 14', 41', 44' · Emílio da Silva 81' | Relatório | Bernardo Fereira 10', 33', 85' · Glaucho Trajano 30' · Bernabe Soares 55' · Fábio Christian 79', 84' | Árbitro: Joanico Gama          |

### Premiação
| Taça 12 de Novembro de 2017           |
| Timor-Leste                           |
| ------------------------------------- |
| Atlético Ultramar Campeão (1º título) |

## Ligações Externas
- Página oficial - no Facebook